# Simon Ngapandouetnbu
Simon Brady Ngapandouetnbu (Foumban, 12 aprile 2003) è un calciatore camerunese, portiere del Montpellier e della nazionale camerunese.

## Carriera

### Club
Ngapandouetnbu è un prodotto delle accademie giovanili di ASPTT Marsiglia, ASMJ Blancarde e Olympique Marsiglia.

### Nazionale
Nato in Camerun, Ngapandouetnbu si è trasferito in Francia in giovane età. Nel settembre 2022 è stato convocato nella nazionale maggiore del Camerun per una serie di amichevoli. Ha partecipato, come terzo portiere, alla Coppa del Mondo FIFA 2022.

## Statistiche

### Presenze e reti nei club
Statistiche aggiornate all'11 luglio 2024.
| Stagione                     | Squadra                      | Campionato                   | Campionato | Campionato | Coppe nazionali | Coppe nazionali | Coppe nazionali | Coppe continentali | Coppe continentali | Coppe continentali | Altre coppe | Altre coppe | Altre coppe | Totale | Totale |
| Stagione                     | Squadra                      | Comp                         | Pres       | Reti       | Comp            | Pres            | Reti            | Comp               | Pres               | Reti               | Comp        | Pres        | Reti        | Pres   | Reti   |
| ---------------------------- | ---------------------------- | ---------------------------- | ---------- | ---------- | --------------- | --------------- | --------------- | ------------------ | ------------------ | ------------------ | ----------- | ----------- | ----------- | ------ | ------ |
| 2019-2020                    | Olympique Marsiglia 2        | CN2                          | 8          | -9         | -               | -               | -               | -                  | -                  | -                  | -           | -           | -           | 8      | -9     |
| 2020-2021                    | Olympique Marsiglia 2        | CN2                          | 3          | -7         | -               | -               | -               | -                  | -                  | -                  | -           | -           | -           | 3      | -7     |
| 2021-2022                    | Olympique Marsiglia 2        | CN2                          | 11         | -14        | -               | -               | -               | -                  | -                  | -                  | -           | -           | -           | 11     | -14    |
| 2022-2023                    | Olympique Marsiglia 2        | CN3                          | 13         | -21        | -               | -               | -               | -                  | -                  | -                  | -           | -           | -           | 13     | -21    |
| 2023-2024                    | Olympique Marsiglia 2        | CN3                          | 5          | -4         | -               | -               | -               | -                  | -                  | -                  | -           | -           | -           | 5      | -4     |
| Totale Olympique Marsiglia 2 | Totale Olympique Marsiglia 2 | Totale Olympique Marsiglia 2 | 40         | -55        |                 | -               | -               |                    | -                  | -                  |             | -           | -           | 40     | -55    |
| 2019-2020                    | Olympique Marsiglia          | L1                           | 0          | 0          | CF+CdL          | 0+0             | 0+0             | -                  | -                  | -                  | -           | -           | -           | 0      | 0      |
| 2020-2021                    | Olympique Marsiglia          | L1                           | 0          | 0          | CF              | 0               | 0               | UCL                | 0                  | 0                  | SF          | 0           | 0           | 0      | 0      |
| 2021-2022                    | Olympique Marsiglia          | L1                           | 0          | 0          | CF              | 0               | 0               | UEL+UECL           | 0+0                | 0+0                | -           | -           | -           | 0      | 0      |
| 2022-2023                    | Olympique Marsiglia          | L1                           | 0          | 0          | CF              | 0               | 0               | UCL                | 0                  | 0                  | -           | -           | -           | 0      | 0      |
| 2023-2024                    | Olympique Marsiglia          | L1                           | 0          | 0          | CF              | 0               | 0               | UCL+UEL            | 0+0                | 0+0                | -           | -           | -           | 0      | 0      |
| Totale Olympique Marsiglia   | Totale Olympique Marsiglia   | Totale Olympique Marsiglia   | 0          | 0          |                 | 0               | 0               |                    | 0                  | 0                  |             | 0           | 0           | 0      | 0      |
| Totale carriera              | Totale carriera              | Totale carriera              | 40         | -55        |                 | -               | -               |                    | -                  | -                  |             | -           | -           | 40     | -55    |